# 哈西魯邁勒區
哈西魯邁勒區（阿拉伯語：دائرة حاسي الرمل），是阿爾及利亞的行政區，位於該國中部，由艾格瓦特省負責管轄，首府設於哈西魯邁勒，面積5,912平方公里，2008年人口33,337，人口密度每平方公里6人。